# Вільям Барр
Вільям Пелем Барр (англ. William Pelham Barr; нар. 23 травня 1950, Нью-Йорк) — американський політичний діяч, член Республіканської партії. Обіймав посаду помічника Генерального прокурора США з 1990 по 1991, і Генерального прокурора США з 1991 по 1993 рік в адміністрації президента Джорджа Буша-старшого також в адміністрації Дональда Трампа (від 14 лютого 2019). Критикований за намагання нівелювати висновки комісії Мюллера (щодо імпічменту Трампа) та низку інших дій.
У грудні 2018 президент США Дональд Трамп заявив, що Барр знову номінований на посаду генерального прокурора США. Для вступу Барра на посаду президентську номінацію повинен затвердити Сенат США.